# Lidia Goeseva
Lidia Georgievna Stroilova (Russisch: Лидия Георгиевна Строилова; geboortenaam: Гусева; Goeseva) (Moskou, 4 augustus 1945), is een voormalig basketbalspeelster die uitkwam voor het nationale team van de Sovjet-Unie. Ze werd Meester in de sport van de Sovjet Unie in 1971.

## Carrière
Goeseva speelde voor Spartak Moskou en voor CSKA Moskou. Met Team Moskou werd ze Landskampioen van de Sovjet-Unie in 1967. Met het nationale team van de Sovjet-Unie won Goeseva goud op het Wereldkampioenschap in 1971. Ook won ze twee keer goud op het Europees Kampioenschap in 1970 en 1972.

## Erelijst
- Landskampioen Sovjet-Unie: 1
  - Winnaar: 1967
- Wereldkampioenschap: 1
  - Goud: 1971
- Europees Kampioenschap: 2
  - Goud: 1970, 1972